# Okolona (Mississippi)
Okolona is een plaats (city) in de Amerikaanse staat Mississippi, en valt bestuurlijk gezien onder Chickasaw County.

## Demografie
Bij de volkstelling in 2000 werd het aantal inwoners vastgesteld op 3056.
In 2006 is het aantal inwoners door het United States Census Bureau geschat op 2911, een daling van 145 (-4.7%).

## Geografie
Volgens het United States Census Bureau beslaat de plaats een oppervlakte van
16,5 km², waarvan 16,4 km² land en 0,1 km² water.

## Plaatsen in de nabije omgeving
De onderstaande figuur toont nabijgelegen plaatsen in een straal van 28 km rond Okolona.